# Eustrotia ectosema
Eustrotia ectosema là một loài bướm đêm trong họ Noctuidae.